# Protanilla schoedli
Protanilla schoedli  (лат.) — вид мелких муравьёв (Formicidae) из подсемейства Leptanillinae. Эндемик Шри-Ланки (Южная Азия).

## Распространение
Шри-Ланка: Uva, Inginirgala.

## Описание
Мелкие муравьи, самки длиной около 3 мм, жёлто-коричневые (самцы не обнаружены; рабочие найдены в 2018). Тело гладкое и блестящее. Ширина головы 0,45 мм, длина скапуса усика 0,46 мм. Головной индекс (CI, соотношение ширины головы к длине × 100): 76,3. Индекс скапуса (SI, соотношение длины скапуса к длине голов × 100): 102,2. Мандибулы узкие, изогнуты вниз, с многочисленными мелкими зубчиками. Нижнечелюстные щупики 4-члениковые. Усики 12-члениковые, усиковые валики отсутствуют, место прикрепления антенн открытое. Таксон Protanilla schoedli стал первым видом рода, у которого описана самка. Оказалось что она обладает нормальной грудью в отличие от дихтадииформных бескрылых самок прочих представителей лептаниллин (Leptanillinae). Развитые глаза и крылья самок представляют собой плезиоморфное состояние признаков у Protanilla и Anomalomyrma.
Вид был описан по самкам в 2006 году швейцарскими мирмекологами Чезаре Барони-Урбани (Prof. Dr. Cesare Baroni Urbani, Базель) и Марией Де Андраде (Dr. Maria L. De Andrade; Institut für Natur-, Landschafts- und Umweltschutz, Biogeographie, Universität Basel). Название P. schoedli дано в память о мирмекологе Стефане Шёдле (Dr. Stefan Schödl).
Рабочие были впервые описаны в 2018 году.